# Assar Lindbeck
Carl Assar Eugén Lindbeck (ur. 26 stycznia 1930, zm. 28 sierpnia 2020) – szwedzki profesor ekonomii i artysta. Był aktywnym ekonomistą i profesorem w Instytucie Międzynarodowych Studiów Gospodarczych (Institute for International Economic Studies) na Uniwersytecie w Sztokholmie oraz w Research Institute of Industrial Economics (IFN). Prowadził badania na temat bezrobocia, pomocy socjalnej oraz zreformowanej chińskiej gospodarki.
Lindbeck ma w dorobku kilka niewielkich wystaw swoich prac w Sztokholmie. Jego obrazy są zwykle introspektywne.
Piękny umysł, biografia Johna Nasha Jr., przedstawia Assara Lindbecka jako głównego orędownika i sprawcę przyznania Johnowi Nashowi Jr. Nagrody Banku Szwecji im. Alfreda Nobla w dziedzinie ekonomii w 1994 roku.